# NSG Schifflache bei Großauheim
NSG Schifflache bei Großauheim este o arie protejată (arie specială de conservare — SAC, sit de importanță comunitară — SCI) din Germania întinsă pe o suprafață de 61,34 ha, integral pe uscat.

## Localizare
Centrul sitului NSG Schifflache bei Großauheim este situat la coordonatele 50°05′51″N 8°59′06″E / 50.0975°N 8.985°E.

## Înființare
Situl NSG Schifflache bei Großauheim a fost declarat sit de importanță comunitară în noiembrie 2004 pentru a proteja 1 specie de animale. Situl a fost protejat și ca arie specială de conservare în martie 2008.

## Biodiversitate
Situată în ecoregiunea continentală, aria protejată conține 1 habitat natural: Fânețe de joasă altitudine (Alopecurus pratensis, Sanguisorba officinalis).
La baza desemnării sitului se află o specie protejată de  amfibieni: triton cu creastă (Triturus cristatus).
Pe lângă speciile protejate, pe teritoriul sitului au mai fost identificate 1 specie de plante, 2 specii de amfibieni.